# Иларион (Воскресенский)
Архимандри́т Иларио́н (в миру Иван Иродионович Воскресенский; 1803, Тула — 24 февраля (8 марта) 1854, Архангельск) — архимандрит Русской православной церкви; педагог, ректор Архангельской духовной семинарии.

## Биография
Родился в 1803 году в городе Туле в семье протоиерея. По окончании образования в Тульской духовной семинарии в 1822 году поступил священником к Тульской Сретенской церкви и законоучителем Тульского кадетского корпуса.
Потеряв в короткое время отца, детей и жену, он, в августе 1835 года, постригся в монашество с именем Илариона и поступил в Санкт-Петербургскую духовную академию, где и окончил курс магистром богословия в 1839 году.
После СПбДА Иларион Воскресенский около года был начальником духовных училищ Кирилловского уезда Новгородской губернии, а 17 сентября 1840 года перемещен инспектором в Архангельскую духовную семинарию, где преподавал логику, психологию, церковную историю и богословские науки; он был в Архангельске в разное время настоятелем Пертоминского, Николаевского Корельского и Архангело-Михайловского монастырей, состоял членом консистории и благочинным приморских монастырей, цензором проповедей, председателем попечительства о бедных духовного звания и членом тюремного и статистического комитетов; исправлял не раз должность ректора семинарии и ревизовал подведомственные духовные училища.
24 мая 1848 года отец Иларион возведен был в сан архимандрита, в 1853 году перемещен настоятелем в Иверский монастырь. Cкончался 24 февраля 1854 года в Архангельске, так и не прибыв на новое место служения.
В конце начале XX века на страницах «Русского биографического словаря» о нём были написаны следующие слова: «Педагогическою и административною деятельностию в Архангельске о. Иларион оставил по себе добрую память».